# Колісний танк

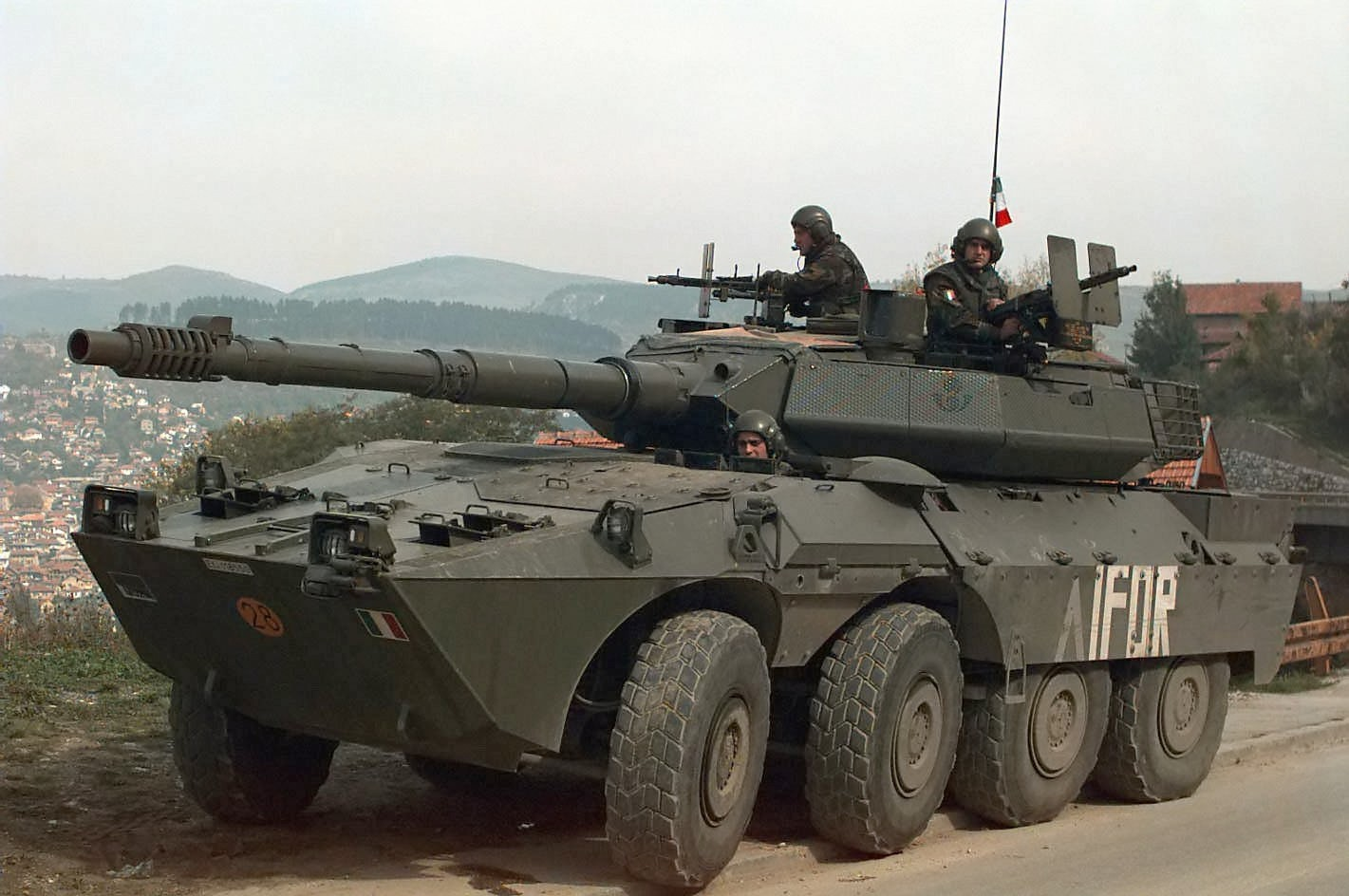
Centauro B1

Колісний танк — термін, яким позначають колісні бойові броньовані машини, оснащені потужними довгоствольними гарматами, часто танковими. 
Ці машини також часто класифікують як машини вогневої підтримки, бронеавтомобілі, винищувачі танків або розвідувальні машини. 

## Класифікація
Традиційно означення танка передбачає гусеничний рушій, однак деякі означення дозволяють вважати танками й колісні машини. Так, за Договором про звичайні збройні сили в Європі (ДЗЗСЄ) «бойовим танком» називають гусеничну або колісну машину з вагою понад 16,5 тонн і гарматою калібру не менше 75 мм в обертовій башті. Аналогічне означення використано в Реєстрі звичайних озброєнь ООН і Договорі про торгівлю зброєю. За ним деякі колісні машини, як Centauro, можуть вважатись бойовими танками.
Ця класифікація не завжди є послідовною: так, для AMX-10 RC належність до танків за цим означенням залежатиме від наявності додаткового бронювання: базова версія не відповідає вимозі щодо маси й класифікується як «бойова машина з важким озброєнням». У французьких військах ця машина вважається бойовою розвідувальною машиною (БРМ), а важке озброєння передбачене для можливості вступити в бій на оперативному просторі. Таким чином, ця машина загалом подібна до легкого танка.

## Історія
Колісний танк можна вважати наступником важких гарматних бронеавтомобілів Другої світової війни. Наприклад, радянські БА-3 та БА-10 уже в 1930-х роках були оснащені гарматами 20-К, які тоді ставили на Т-26 та БТ-7. Пізніше з'явились бронеавтомобілі з подібними гарматами в інших країн: британські AEC, Coventry, що могли оснащуватись 40-мм QF 2-pdr, 57-мм QF 6-pdr або QF 75 mm гарматами та німецькі Sd.Kfz. 234 з 50-мм L/60 KwK 39, 75-мм L/24 KwK 37 та 75-мм L/46 PaK 40. Після війни також випускались подібні БА, як-от британський FV601 Saladin з 76-мм гарматою.
В подальшому багато країн розробили свої машини класу «колісних танків». В СРСР велися розробки подібного 2С14 «Жало-С» на базі БТР-70, але в серію він не пішов. 

## Список колісних танків
| Рік  | Назва        | Країна  | Поширена класифікація                           | Гармата                | К.Ф. | Примітки                  |
| ---- | ------------ | ------- | ----------------------------------------------- | ---------------------- | ---- | ------------------------- |
| 1960 | Panhard AML  | Франція | бронеавтомобіль, БРМ                            | 90-мм D921/GIAT F1     | 4x4  |                           |
| 1962 | Eland        | ПАР     | бронеавтомобіль, БРМ                            | 90-мм Denel GT-2       | 4x4  | Заснований на Panhard AML |
| 1976 | Ratel 90 Mk3 | ПАР     | бойова машина піхоти                            | 90-мм Denel GT-2       | 6x6  |                           |
| 1981 | AMX-10 RC    | Франція | бронеавтомобіль, колісний винищувач танків, БРМ | 105-мм L/47 F2 BK MECA | 6x6  |                           |
| 1990 | Rooikat 105  | ПАР     | БРМ                                             | 105-мм L/52 Denel GT7  | 8x8  |                           |
| 1991 | B1 Centauro  | Італія  | колісний винищувач танків                       | 105-мм L/52 Oto Melara | 8x8  |                           |
| 2002 | M1128 MGS    | США     | бронеавтомобіль                                 | 105-мм L/52 M68A1E4    | 8x8  |                           |

## Україна
Сили оборони України використовують французькі AMX-10 RC з 2023 року.